# Forsakar

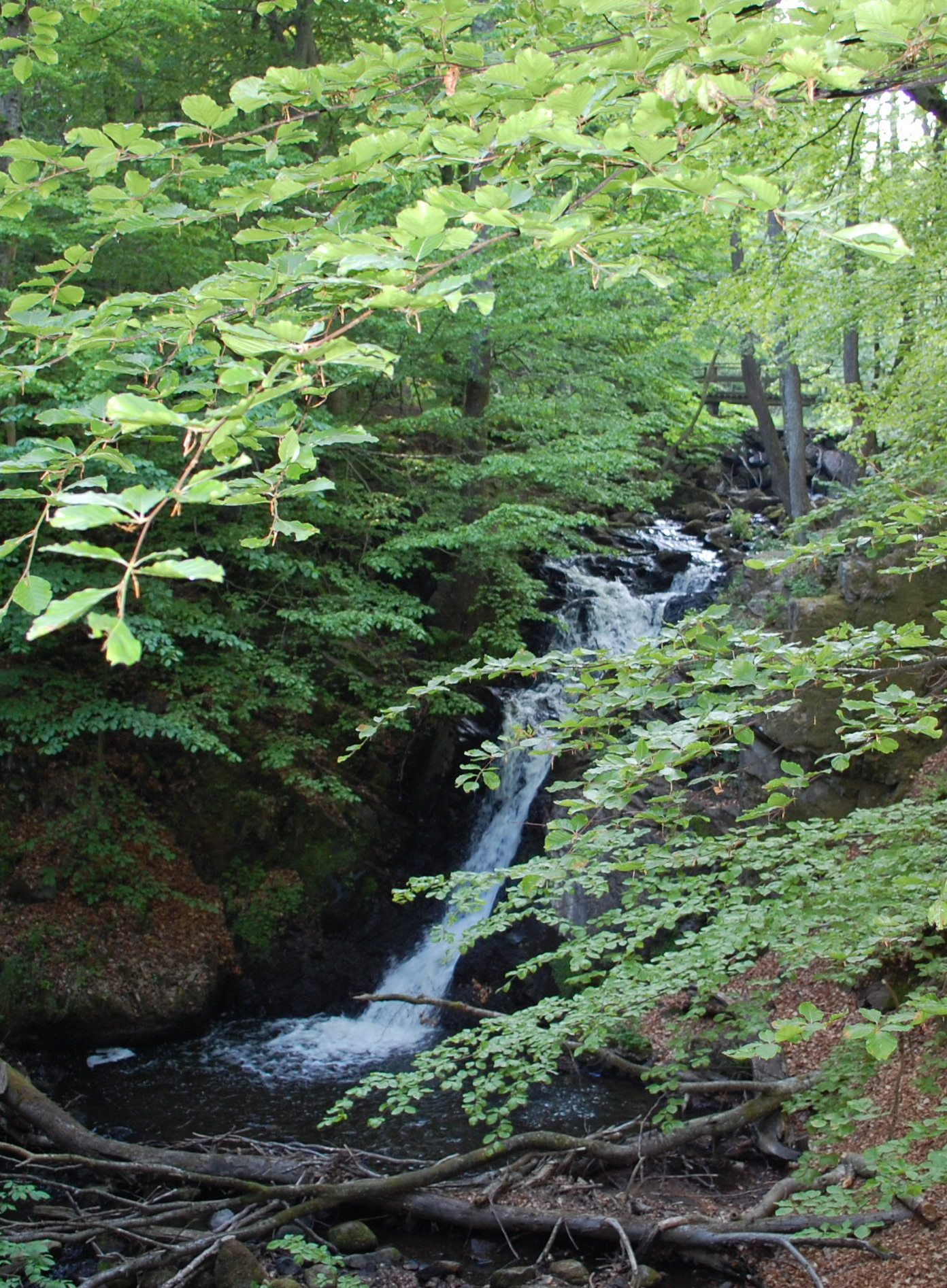
Oberer Wasserfall

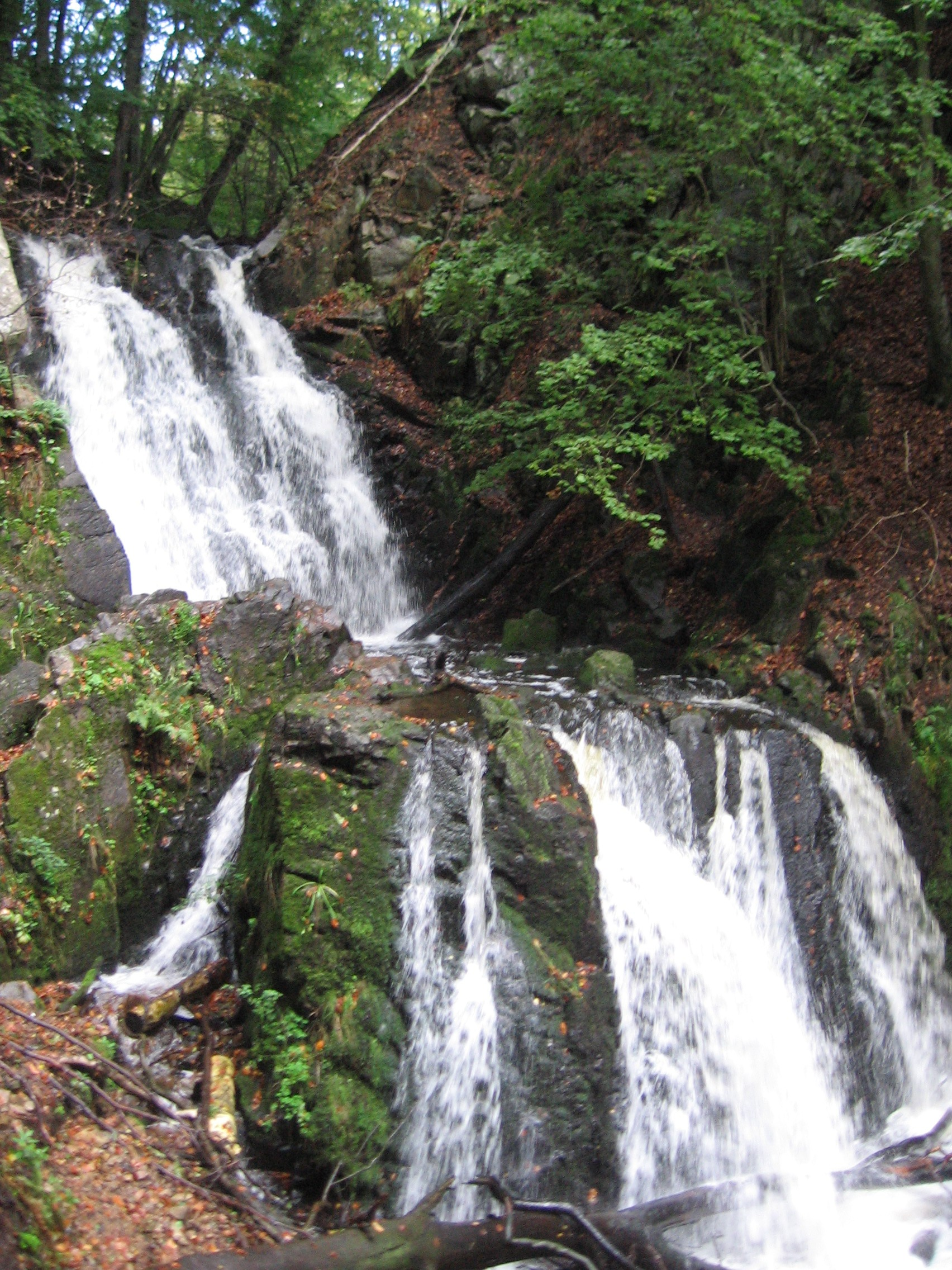
Der untere Forsakar-Wasserfall

Das Naturschutzgebiet Forsakar (schwedisch: Naturreservatet Forsakar) ist eine etwa 750 m lange und 40 m tiefe Schlucht im nordöstlichen Teil der südschwedischen Provinz Skåne län und der historischen Provinz Schonen. 
Das 2,5 ha große Naturschutzgebiet liegt in der Gemeinde Kristianstad nahe der Ortschaft Degeberga. Der Bach Forsakar (schwedisch: Forsakarbäcken) durchfließt das Naturschutzgebiet von Westen nach Osten und überwindet in der Schlucht in zwei einzelnen Wasserfällen eine Gesamthöhe von 18 m, am oberen Fall (schwedisch: övre fallet) 7,4 m und am unteren Fall (schwedisch: nedre fallet) 10,6 m. Diese beiden Wasserfälle sind die höchsten einzelnen Wasserfälle in Schonen, in der Gesamthöhe ist der Hallamölla mit 23 m jedoch höher.
Ebenfalls im Gebiet liegen drei Dammanlagen zur Nutzung der Wasserkraft aus dem 19. Jahrhundert, die mit der Erklärung zum Naturschutzgebiet am 28. Dezember 1928 stillgelegt wurden.
Die Vegetation ist geprägt vom Buchenwald. Am Bach wachsen auch Erle, Esche, Ulme und Hainbuche. Zu den Brutvögeln gehören Wasseramsel, Gebirgsstelze und der Zaunkönig. Ebenfalls kann man Waldlaubsänger, Kernbeißer, Waldkauz und Kleinspecht beobachten, zu den häufigsten Säugetieren gehören im Gebiet Mink und Baummarder.
Der schwedische Naturforscher Carl von Linné besuchte am 2. Mai 1749 Forsakar.